# Airapus gazelle
Airapus gazelle är en skalbaggsart som beskrevs av Zdzisława Stebnicka 1998. Airapus gazelle ingår i släktet Airapus och familjen Aphodiidae. Inga underarter finns listade i Catalogue of Life.